# Rubus iricus
Rubus iricus är en rosväxtart som beskrevs av Rogers. Rubus iricus ingår i släktet rubusar, och familjen rosväxter. Inga underarter finns listade i Catalogue of Life.